# Ministério da Agricultura e Pecuária
O Ministério da Agricultura e Pecuária (também conhecido por seu acróstico MAPA) é um ministério do Poder Executivo do Brasil cuja competência é formular e implementar as políticas para o desenvolvimento da agropecuária e do agronegócio, integrando os aspectos de mercados tecnológicos, organizacionais e ambientais, para o atendimento dos consumidores do país e do exterior, promovendo segurança alimentar, geração de renda e emprego, redução das desigualdades e inclusão social.

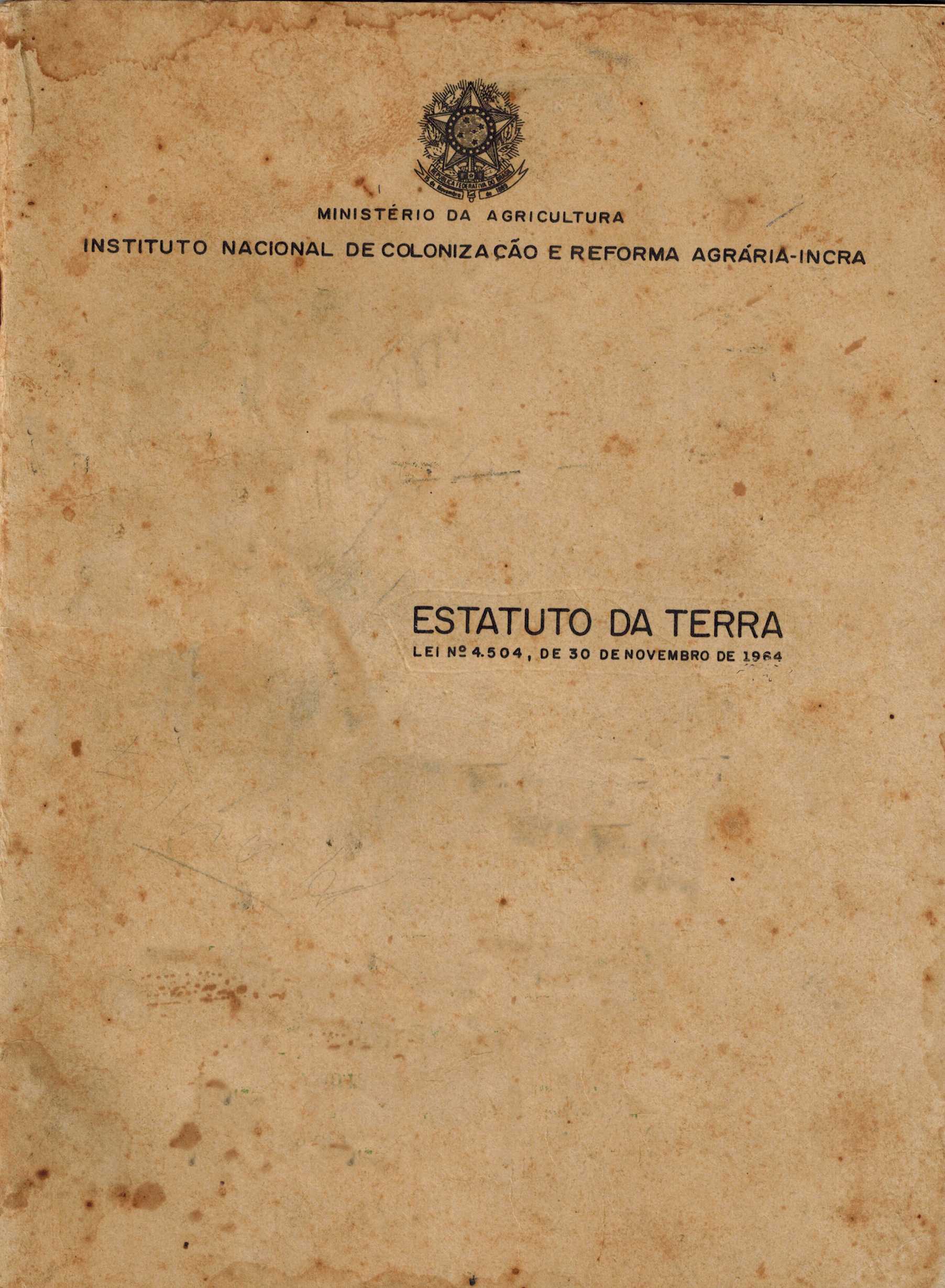
Estatuto da Terra com timbre do Ministério da Agricultura.

O MAPA exerce suas atividades nos estados brasileiros através das Superintendências Federais de Agricultura (SFAs).

## História

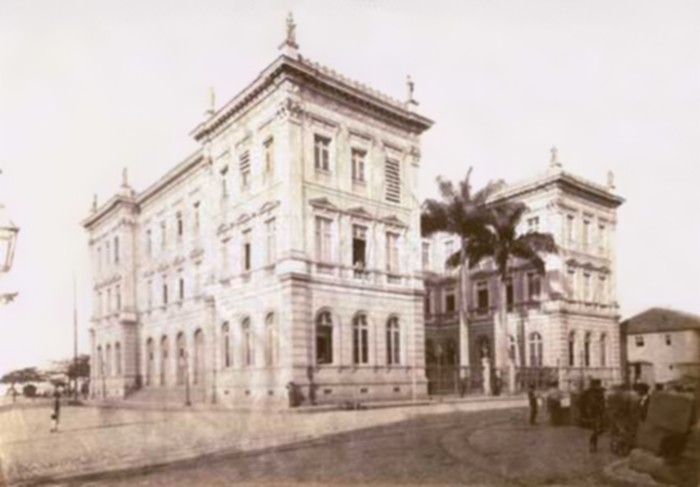
Sede no Rio de Janeiro, c. 1890.

A origem do ministério está na criação, pelo Imperador D. Pedro II, em 28 de julho de 1860, pelo decreto nº 1 067, da "Secretaria de Estado dos Negócios da Agricultura, Comércio e Obras Públicas".

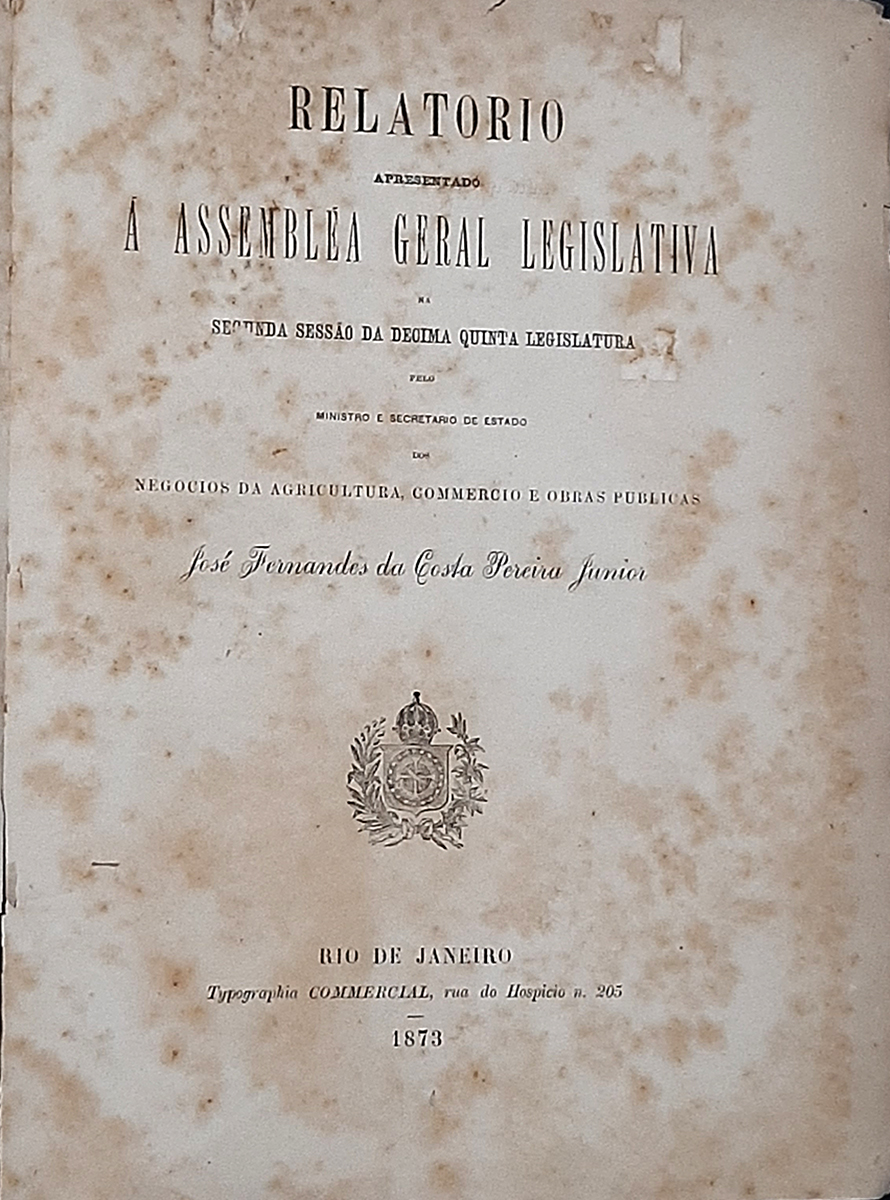
Relatório da pasta em 1873.

Após a Proclamação da República, a Secretaria foi transformada em "Ministério da Indústria, Viação e Obras Públicas", pela Lei nº 23 de 30 de outubro de 1891, com regulamento dado pelo Decreto nº 1 142 de 22 de novembro de 1892, ficando os assuntos de agricultura responsabilidade da segunda seção da terceira diretoria do Ministério. Foi somente, em 1906, pelo Decreto nº 1 606 de 29 de dezembro, recriada a pasta da agricultura, em um ministério que incorporou as atividades ligadas à indústria e ao comércio, sendo designado de "Ministério da Agricultura, Indústria e Comércio". Em 1930, nova alteração, com a criação do "Ministério da Agricultura".
Em 1992, é novamente alterada a denominação para "Ministério da Agricultura, Abastecimento e Reforma Agrária", e, em 1996, sofreu nova alteração para "Ministério da Agricultura e do Abastecimento". Em 2001, recebe a denominação de "Ministério da Agricultura, Pecuária e Abastecimento". Em 2023, passa a se chamar "Ministério da Agricultura e Pecuária".

## Estrutura organizacional

### Unidades administrativas
- Ministro de Estado e Staff

#### Órgãos de assessoramento direto ao ministro de Estado
- Gabinete do Ministro (GM)
- Secretaria-Executiva (SE)
- Assessoria Especial de Controle Interno (AECI)
- Assessoria de Apoio às Câmaras Setoriais e Temáticas (ACST)
- Assessoria de Comunicação e Eventos (ACE)
- Consultoria Jurídica (CJ)
- Ouvidoria

#### Órgãos específicos e singulares
- Secretaria de Defesa Agropecuária (SDA)
- Secretaria de Mobilidade Social, do Produtor Rural e do Cooperativismo (SMC)
- Secretaria de Política Agrícola (SPA)
- Secretaria de Relações Internacionais do Agronegócio (SRI)
- Instituto Nacional de Meteorologia (Inmet)
- Serviço Florestal Brasileiro (SFA)

#### Órgãos colegiados
- Comissão Especial de Recursos (CER)
- Conselho Nacional de Política Agrícola (CNPA)
- Conselho Deliberativo de Política do Café (CDPC)
- Comissão Coordenadora da Criação do Cavalo Nacional (CCCCN)
- Comitê Gestor Interministerial de Segurança Rural (CGSR)
- Conselho Interministerial do Açúcar e do Álcool

### Entidades vinculadas - Autarquia
- Instituto Nacional de Colonização e Reforma Agrária (INCRA)

### Entidades vinculadas - Empresa pública
- Empresa Brasileira de Pesquisa Agropecuária (EMBRAPA)
- Companhia Nacional de Abastecimento (CONAB)

### Entidades vinculadas - Sociedade de economia mista
- Centrais de Abastecimento de Minas Gerais (CEASA/MG)
- Companhia de Armazéns e Silos do Estado de Minas Gerais (CASEMG) (extinta)

## Código de conduta ética de servidores do Ministério
Em 5 de março de 2018, o Diário Oficial da União publicou a portaria nº 249, de 22 de fevereiro de 2018 que aprovado o Código de Conduta Ética dos Agentes Públicos do Ministério da Agricultura, Pecuária e Abastecimento que estabelece princípios e normas de conduta ética aplicáveis aos agentes públicos do MAPA, de forma complementar, e sem prejuízo, aos contidos no Código de Ética Profissional do Servidor Público Civil do Poder Executivo Federal instituído pelo Decreto n° 1 171, de 22 de junho de 1994, e no Código de Conduta da Alta Administração Federal.